# Вудленд-Парк (Небраска)
Вудленд-Парк (англ. Woodland Park) — переписна місцевість (CDP) в США, в окрузі Стентон штату Небраска. Населення — 1830 осіб (2020).

## Географія
Вудленд-Парк розташований за координатами 42°3′16″ пн. ш. 97°20′41″ зх. д. / 42.05444° пн. ш. 97.34472° зх. д. (42.054312, -97.344747).  За даними Бюро перепису населення США в 2010 році переписна місцевість мала площу 3,95 км², уся площа — суходіл.

## Демографія
Згідно з переписом 2010 року, у переписній місцевості мешкало 1866 осіб у 645 домогосподарствах у складі 504 родин. Густота населення становила 472 особи/км².  Було 669 помешкань (169/км²).
Расовий склад населення:
| - 90,2 % — білих - 1,5 % — чорних або афроамериканців - 0,8 % — корінних американців - 6,2 % — осіб інших рас |

До двох чи більше рас належало 1,4 %. Частка іспаномовних становила 8,9 % від усіх жителів.
За віковим діапазоном населення розподілялося таким чином: 32,7 % — особи молодші 18 років, 60,5 % — особи у віці 18—64 років, 6,8 % — особи у віці 65 років та старші. Медіана віку мешканця становила 29,9 року. На 100 осіб жіночої статі у переписній місцевості припадало 102,6 чоловіків;  на 100 жінок у віці від 18 років та старших — 99,7 чоловіків також старших 18 років.
Середній дохід на одне домашнє господарство  становив 56 690 доларів США (медіана — 54 831), а середній дохід на одну сім'ю — 58 579 доларів (медіана — 58 363). Медіана доходів становила 40 156 доларів для чоловіків та 27 306 доларів для жінок. За межею бідності перебувало 10,6 % осіб, у тому числі 11,1 % дітей у віці до 18 років та 0,0 % осіб у віці 65 років та старших.
Цивільне працевлаштоване населення становило 952 особи. Основні галузі зайнятості: освіта, охорона здоров'я та соціальна допомога — 31,5 %, виробництво — 20,9 %, роздрібна торгівля — 10,1 %, оптова торгівля — 9,1 %.